# Stara Huta (Bażany)
Stara Huta – przysiółek wsi Bażany  w Polsce położony w województwie opolskim, w powiecie kluczborskim, w gminie Kluczbork.
W latach 1975–1998 przysiółek należał administracyjnie do ówczesnego województwa opolskiego.